# John Firminger Duthie
John Firminger Duthie ( * 1845 - 1922 ) fue un botánico y explorador (India, Himalaya) inglés.
Entre 1875 a 1903 fue nombrado Superintendente del Jardín botánico Saharanpur; estudió botánica económica especializándose en Poaceae, debido a la necedidad de forraje en el noroeste de India.

## Algunas publicaciones
- 1876.  Botanical excursions in the neighbourhood of the Baths of Lucca during the summer of 1873. Ed. Botanical Society
- 1882. List of north-west Indian plants. Ed. Thomason civil engineering college press. 1 p.
- 1882a.  Field and garden crops of the North-western Provinces and Oudh. Ed. Thomason Civil Engineering College Press
- Duthie, JF; JB Fuller 1882b. Field and Garden Crops of the North-Western Provinces and Oudh, with illustrations
- 1886. Illustrations of the indigenous fodder grasses of the plains of north-western India. Ed. Thomason Civil Engineering College Press
- 1889.  A rough list of Indian fodder-yielding trees, shrubs, and herbs. Ed. Government of India Central Print. Office
- 1892. Report on a botanical tour in Kashmir. Reeditó en 1978: International Book Distributors. 18 pp.
- The orchids of the north-western Himalaya. Reeditó en 1979: Bishen Singh Mahendra Pal Singh
- 1895. The botany of the Chitral Relief Expedition. Reeditó en 1978: International Book Distributors
- 1876.  Descriptions of some new species of orchideae from North-West and Central India

### Libros
- 1915. Report on a botanical tour in Merwára (Rájputána) made in January 1886. 28 pp.
- 1915.  Flora of the Upper Gangetic Plain, and of the Adjacent Siwalik and Sub-Himalayan Tracts. Vol. III. Pt. I. Nyctaginaceae to Ceratophyllaceae. Ed. Superintendent Gov. Print. Calcuta. 168 pp. Reeditado 2008 296 pp. ISBN 0-548-83028-2
- Strachey, R; JF Duthie. 1918. Catalogue of the plants of Kumaon and of the adjacent portions of Garhwal and Tibet. Ed. Bishen Singh Mahendra Pal Singh. 269 pp.
- King, G; JF Duthie, D Prain 1971. A second century of new and rare Indian plants. Ed. Today & Tomorrow, New Delhi. 80 pp. 93 planchas
- 1978. The fodder grasses of Northern India. Ed. Scientific Publ. xxiv + vii + 90 pp.

## Honores
En su honor se nombra al género:
- (Hyacinthaceae) Duthiea Speta -- in Stapfia, 75: 170. 2001

- La abreviatura «Duthie» se emplea para indicar a John Firminger Duthie como autoridad en la descripción y clasificación científica de los vegetales.[1]